# Милутин Недић
Милутин Ђ. Недић (Сопот, 26. октобар 1882 — Салцбург, 1945) био је армијски генерал војске Краљевине Југославије.

## Биографија
Завршио је шест разреда гимназије у Београду, Војну академију, као први у рангу, Вишу школу Војне академије и припрему за генералштабну струку.
Био је командир вода, батерије и ађутант артиљеријског пука. У балканским ратовима обављао је више дужности, међу којима се истичу: рад у Саобраћајном одељењу Врховне команде (на служби за радове на концентрацији војске), заступник шефа Железничког одсека и заступник шефа Обавештајног одсека. у Оперативном одељењу Врховне команде.
У Првом светском рату био је на служби за извршавање концентрације војске у Саобраћајном одељењу Врховне команде, помоћник и заступник начелника Штаба Команде Одбране Београда, помоћник начелника Штаба Тимочке дивизије првог позива, начелник Штаба Комбинованог одреда, шеф Ђенералштабног одсека Општевојног одељења Министарства војног (1915—1916), командант пешадијског батаљона, помоћник начелника Штаба Друге армије, начелник Штаба Дринске дивизије, те члан Војне мисије у Љубљани (до 1919).
После рата, између осталог, био је начелник штаба дивизијске области, војни изасланик у Бугарској, Француској и Италији, командант пешадијског пука, начелник Штаба Четврте армијске области, начелник Наставног одељења Главног генералштаба, помоћник команданта и командант Ваздухопловства, вршилац дужности и начелник Главног генералштаба, командант армије и министар војске и морнарице.
У Априлском рату (1941) је био командант Друге групе армија. Заробљен у Београду 10. априла и послат у немачко заробљеништво. Од маја 1941. до фебруара 1942. налазио се у логору Оснабрик, а од фебруара до августа 1942. у логору Олфаг IVа близу Нирнберга. Немци су га на инсистирање његовог брата Милана Недића вратили у земљу у септембру 1942, али је генерал Милутин Недић одбио било какво ангажовање у политичком и јавном животу Србије.
Према наводима Војнообавештајне агенције након заузимања Београда, у октобру 1944. године пребегао је у Аустрију где је 1945. године извршио самоубиство.

## Одликовања
- Орденом Карађорђеве звезде са мачевима III и IV реда
- Орденом Француске Легије части
- Орденом Британског сребрног лава
- Орденом Светог Саве III и IV реда
- Орденом Белог орла са мачевима III и IV реда
- Орденом Свете Ане III реда
- Орденом Албанске Споменице
- Орденом Златне медаље „Милош Обилић“